# Luther Gulick (Politikwissenschaftler)

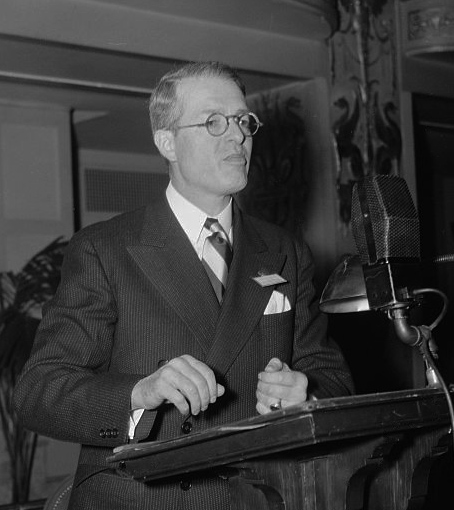
Luther Gulick (1939)

Luther Gulick (* 17. Januar 1892 in Osaka; † 10. Januar 1993 in Walden, Vermont) war ein US-amerikanischer Politikwissenschaftler, der 1951/52 als Präsident der American Political Science Association (APSA) amtierte. Zu diesem Zeitpunkt war er Präsident des National Institute of Public Administration. Diese Funktion hatte er von 1921 bis zu seiner Pensionierung 1969.
Gulick, der in Japan als Sohn eines Missionars geboren worden war, machte 1914 seinen Abschluss am Oberlin College und wurde 1921 an der Columbia University zum Ph.D. (Politikwissenschaft) promoviert. Von 1921 bis 1932 war er dort Hochschullehrer. Während seines gesamten Berufslebens, bis über die Pensionierung hinaus, betätigte sich Gulick im In- und Ausland als Politikberater. Auf Gulick geht die POSDCoRB-Klassifikation zurück.
Gulick war zwei Mal verheiratet. Seine erste Frau starb 1969, seine zweite 1989. Er war Vater zweier Söhne.

## Schriften (Auswahl)
- The metropolitan problem and American ideas. Five lectures delivered on the William W. Cook Foundation at the University of Michigan, March 6–10, 1961. Knopf, New York 1962.
- Government reorganization in the U. A. R., Kairo 1962.
- American forest policy. Duell, Sloan and Pearce, New York 1951.
- Administrative reflections from World War II. University of Alabama Press, Tuscaloosa 1948.
- Modern government in a colonial city. A survey of the city government and finances of Williamsburg, Virginia. Jonathan Cape and Harrison Smith, New York 1932.
- Evolution of the budget in Massachusetts. Macmillan, New York 1920.